# Parlement cantonal

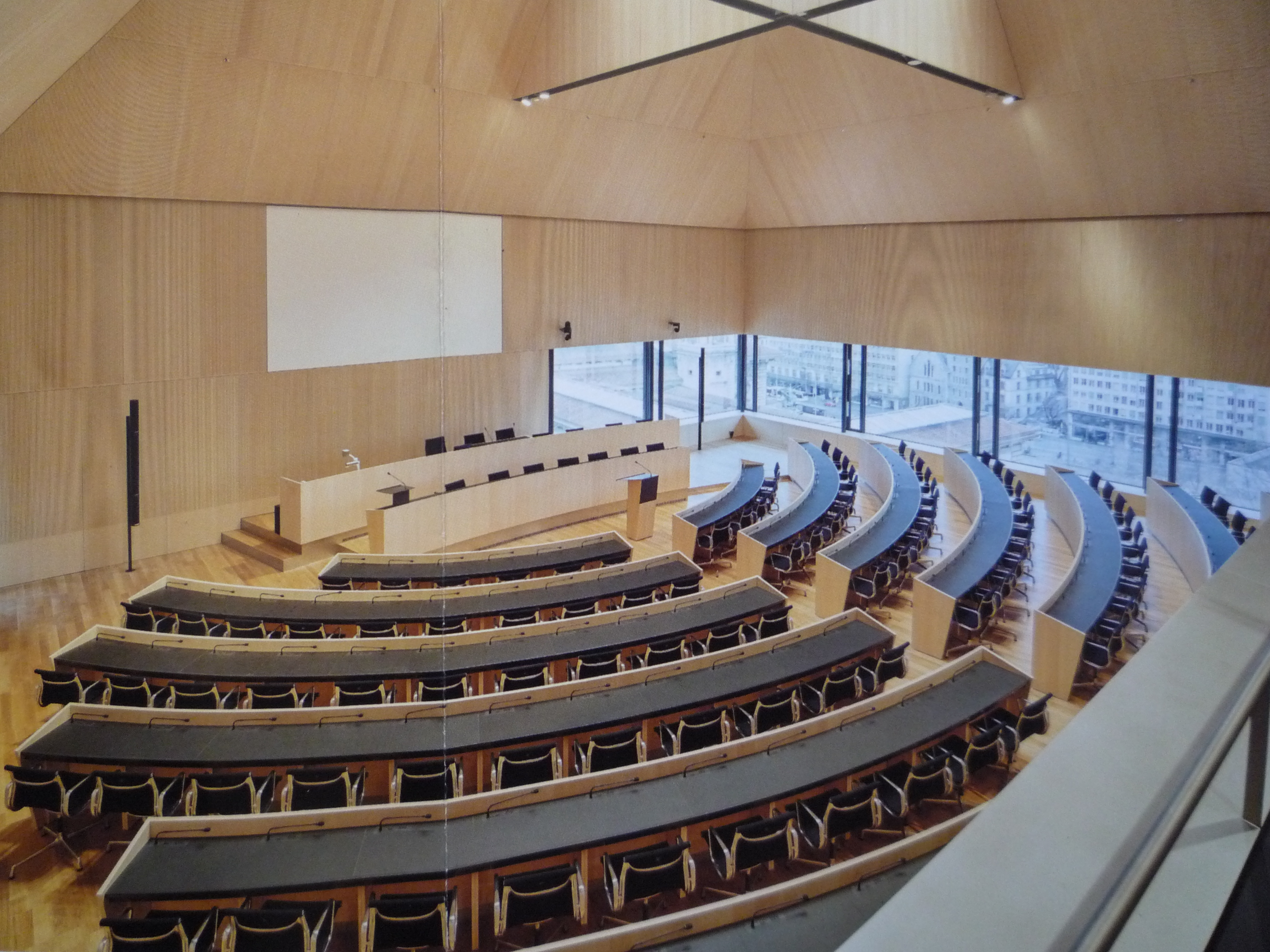
La nouvelle salle du Grand Conseil du canton de Vaud (2017).

En Suisse, le parlement cantonal est l'organe législatif d'un canton. Chacun des 26 cantons suisses possède son propre parlement. Les tâches qui ne relèvent pas expressément de la Confédération sont de la compétence des cantons.

## Dénomination

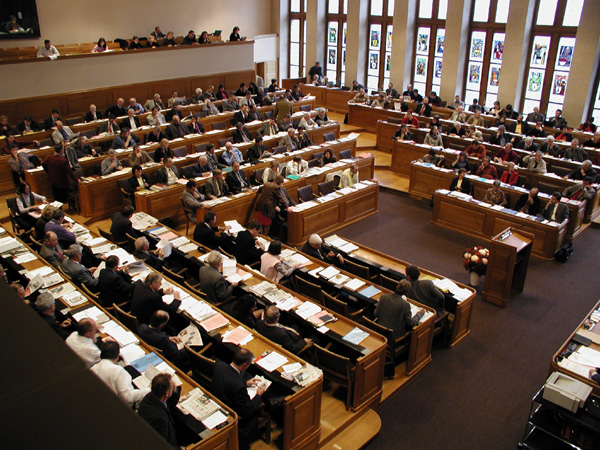
Le Grand Conseil du canton de Berne.

En Suisse romande, le terme Grand Conseil est utilisé pour désigner le parlement cantonal, à l'exception du canton du Jura qui utilise le terme Parlement. En Suisse alémanique les termes utilisés varient entre Grosser Rat, Kantonsrat et Landrat. Le canton italophone du Tessin et la partie italophone des Grisons le nomme Gran Consiglio. En romanche, le terme est Cussegl grond.

## Processus électoral
Les cantons étant souverains dans l'organisation de leurs institutions, ils peuvent déterminer librement la date et le mode d'élection de leur parlement. La Constitution fédérale leur impose toutefois que tout parlement cantonal doit être élu directement par le peuple (scrutin direct),. Dans les faits, les parlements cantonaux sont élus soit au scrutin proportionnel (grande majorité des cantons), soit au scrutin majoritaire (GR), soit un mélange des deux (UR).
Selon les cantons, les méthodes de Hagenbach-Bischoff, de Pukelsheim ou de Hare-Niemeyer (en) sont employées. Seuls les cantons AI et AR ont un scrutin strictement majoritaire.

## Élus

### Cumul de mandats
Le cumul au niveau cantonal est souvent autorisé, même s'il est peu pratiqué. Les députés cantonaux élus au Parlement national préfèrent souvent ce dernier mandat à leur mandat cantonal et abandonnent ainsi leur mandat de député cantonal.
En revanche, plusieurs maires sont également députés cantonaux ou nationaux.

### Incompatibilités
Les règles varient au niveau cantonal. Dans tous les cantons, il est impossible de cumuler la fonction de député cantonal et de membre du gouvernement cantonal avec une fonction de juge au tribunal cantonal. Les cantons ont des dispositions diverses et variables aussi, à Genève, il est impossible de cumuler la fonction de député cantonal et de député fédéral ou encore de cumuler avec un mandat électif à l'étranger. Dans le canton du Valais, ne peuvent être membres du Grand Conseil les membres du Conseil d'État et le chancelier d'État, les membres du Tribunal cantonal, des Tribunaux de districts et d'instruction pénale, du Tribunal des mineurs ainsi que les représentants à plein temps du Ministère public, les fonctionnaires et employés d'État, des tribunaux et des établissements autonomes, les préfets et leurs substituts et les préposés aux offices de poursuites et faillites et leurs substituts.
Dans le canton de Berne, par exemple, les membres du Conseil-exécutif, les membres des autorités judiciaires cantonales, le personnel de l’administration cantonale, centrale et décentralisée et les agents et les agentes du Contrôle des finances ne peuvent être simultanément membres du Grand Conseil.

## Rôle et règles de fonctionnement
Le parlement a pour fonction de voter les lois cantonales et a l'obligation de se prononcer sur les initiatives populaires et les pétitions soumises par les citoyens. Il peut aussi accorder la grâce après une condamnation consécutive à un délit. La grâce n'est toutefois que très rarement accordée. La présidence du parlement est annuelle et revient à un membre de chaque parti, représenté selon un accord tacite.
Les députés sont élus au suffrage universel pour une durée de 4 à 5 ans selon les cantons. Pour la plupart des cantons, l'élection a lieu au scrutin proportionnel. À l'exception du canton de Genève et du Tessin, chaque canton est divisé en circonscriptions électorales qui sont soit les districts des cantons soit, pour certains cantons ayant supprimé leurs districts tels Saint-Gall ou Lucerne, des arrondissements ou circonscriptions électoraux qui n'ont que cette unique fonction, soit leurs communes. Les députés n'élisent pas le gouvernement cantonal (il est élu par le peuple), il n'y donc pas de coalition (dans le sens d'entente entre partis politiques) et le parlement ne peut pas être dissous (il n'y a donc jamais d'élections anticipées). Le parlement ne peut pas renverser le gouvernement mais dans certains cantons et à mesure exceptionnelle il peut destituer un membre du gouvernement.
En mars 2017, les 26 parlements cantonaux réunissaient 2 609 mandats.

## Liste des parlements cantonaux
| Canton                       | Dénomination                             | Composition | Dernières élections | Type de scrutin              | Méthode de répartition | Législature en cours | Durée de la législature |
| ---------------------------- | ---------------------------------------- | ----------- | ------------------- | ---------------------------- | ---------------------- | -------------------- | ----------------------- |
| Zurich                       | Kantonsrat                               | 180 députés | 8 mai 2023          | proportionnel                | Pukelsheim             | 2023-2027            | 4 ans                   |
| Berne                        | Grand Conseil Grosser Rat                | 160 députés | 27 mars 2022        | proportionnel                | Hagenbach-Bischoff     | 2022-2026            | 4 ans                   |
| Lucerne                      | Kantonsrat                               | 120 députés | 2 avril 2023        | proportionnel                | Hagenbach-Bischoff     | 2013-2027            | 4 ans                   |
| Uri                          | Landrat                                  | 64 députés  | 3 mars 2024         | proportionnel et majoritaire | Hagenbach-Bischoff     | 2024-2028            | 4 ans                   |
| Schwytz                      | Kantonsrat                               | 100 députés | 22 mars 2020        | proportionnel                | Pukelsheim             | 2020-2024            | 4 ans                   |
| Obwald                       | Kantonsrat                               | 55 députés  | 13 mars 2022        | proportionnel                | Hagenbach-Bischoff     | 2022-2026            | 4 ans                   |
| Nidwald                      | Landrat                                  | 60 députés  | 13 mars 2022        | proportionnel                | Pukelsheim             | 2022-2026            | 4 ans                   |
| Glaris                       | Landrat                                  | 60 députés  | 15 mai 2022         | proportionnel                | Hagenbach-Bischoff     | 2022-2026            | 4 ans                   |
| Zoug                         | Kantonsrat                               | 80 députés  | 2 octobre 2022      | proportionnel                | Pukelsheim             | 2022-2026            | 4 ans                   |
| Fribourg                     | Grand Conseil Grosser Rat                | 110 députés | 7 novembre 2021     | proportionnel                | Hagenbach-Bischoff     | 2022-2026            | 5 ans                   |
| Soleure                      | Kantonsrat                               | 100 députés | 7 mars 2021         | proportionnel                | Hagenbach-Bischoff     | 2021-2025            | 4 ans                   |
| Bâle-Ville                   | Grosser Rat                              | 100 députés | 25 octobre 2020     | proportionnel et majoritaire | Sainte-Laguë           | 2021-2025            | 4 ans                   |
| Bâle-Campagne                | Landrat                                  | 90 députés  | 12 février 2023     | proportionnel                | Hagenbach-Bischoff     | 2023-2027            | 4 ans                   |
| Schaffhouse                  | Kantonsrat                               | 60 députés  | 27 septembre 2020   | proportionnel                | Pukelsheim             | 2020-2024            | 4 ans                   |
| Appenzell Rhodes-Intérieures | Grosser Rat                              | 50 députés  | 12 mars 2023        | majoritaire                  | NC                     | 2023-2027            | 4 ans                   |
| Appenzell Rhodes-Extérieures | Kantonsrat                               | 65 députés  | 12 mars 2023        | majoritaire                  | NC                     | 2023-2027            | 4 ans                   |
| Saint-Gall                   | Kantonsrat                               | 120 députés | 8 mars 2020         | proportionnel                | Hagenbach-Bischoff     | 2020-2024            | 4 ans                   |
| Grisons                      | Grosser Rat Cussegl grond Gran Consiglio | 120 députés | 15 mai 2022         | proportionnel                | Pukelsheim             | 2022-2026            | 4 ans                   |
| Argovie                      | Grosser Rat                              | 140 députés | 18 octobre 2020     | proportionnel                | Pukelsheim             | 2021-2024            | 4 ans                   |
| Thurgovie                    | Grosser Rat                              | 130 députés | 15 mars 2020        | proportionnel                | Hagenbach-Bischoff     | 2020-2024            | 4 ans                   |
| Tessin                       | Gran Consiglio                           | 90 députés  | 2 avril 2023        | proportionnel                | Hare-Niemeyer (en)     | 2023-2027            | 4 ans                   |
| Vaud                         | Grand Conseil                            | 150 députés | 20 avril 2022       | proportionnel                | Hare-Niemeyer          | 2022-2027            | 5 ans                   |
| Valais                       | Grand Conseil Grosser Rat                | 130 députés | 7 mars 2021         | proportionnel                | Hagenbach-Bischoff     | 2021-2025            | 4 ans                   |
| Neuchâtel                    | Grand Conseil                            | 100 députés | 18 avril 2021       | proportionnel                | Hagenbach-Bischoff     | 2021-2025            | 4 ans                   |
| Genève                       | Grand Conseil                            | 100 députés | 2 avril 2023        | proportionnel                | Hagenbach-Bischoff     | 2023-2028            | 5 ans                   |
| Jura                         | Parlement                                | 60 membres  | 18 octobre 2020     | proportionnel                | Hagenbach-Bischoff     | 2020-2025            | 5 ans                   |